# Großsteingrab Seehausen
Das Großsteingrab Seehausen ist eine megalithische Grabanlage der jungsteinzeitlichen Trichterbecherkultur bei Seehausen, einem Ortsteil von Oberuckersee im Landkreis Uckermark (Brandenburg). Heute ist nur noch die Hügelschüttung erhalten; die Grabkammer wurde vermutlich im 18. Jahrhundert zerstört.

## Lage
Das Grab befindet sich zwischen Seehausen und Bertikow am Weg zwischen beiden Orten.

## Beschreibung
Heute ist von der Anlage nur noch ein ovaler Hügel von 2 m Höhe erhalten. Eine Vertiefung könnte die Position der völlig zerstörten Grabkammer anzeigen. Am Fuß des Hügels liegt ein einzelner Stein. Ob er ursprünglich zum Großsteingrab gehörte, ist unklar.
Die Kammer war nach Johann Christoph Bekmann nord-südlich orientiert und besaß noch drei Wandsteine; die Südseite war offen. Der Deckstein fehlte bereits. Der größte Stein hatte eine Breite von 6 Fuß (ca. 1,9 m) und ragte etwa 3 Fuß (ca. 0,9 m) aus der Erde. Die Leerräume zwischen den Steinen waren mit Zwickelmauerwerk aus kleinen Steinplatten verkleidet. In der Kammer wurde ein großes, von kleinen Steinen umstelltes Keramikgefäß („Urne“) gefunden, das mit Sand und Knochen gefüllt war.
Ewald Schuldt und Eberhard Kirsch ordnen die Anlage nur allgemein als Großsteingrab ein, Hans-Jürgen Beier sieht darin einen vermutlichen Urdolmen.